# Bonnemain
Bonnemain (bret. Bonmaen) – miejscowość i gmina we Francji, w regionie Bretania, w departamencie Ille-et-Vilaine.
Według danych na rok 1990 gminę zamieszkiwało 1177 osób, a gęstość zaludnienia wynosiła 50 osób/km² (wśród 1269 gmin Bretanii Bonnemain plasuje się na 515. miejscu pod względem liczby ludności, natomiast pod względem powierzchni na miejscu 407.).